# Piperia
Piperia é um género botânico pertencente à família das orquídeas (Orchidaceae).